# Baía do Astrolábio

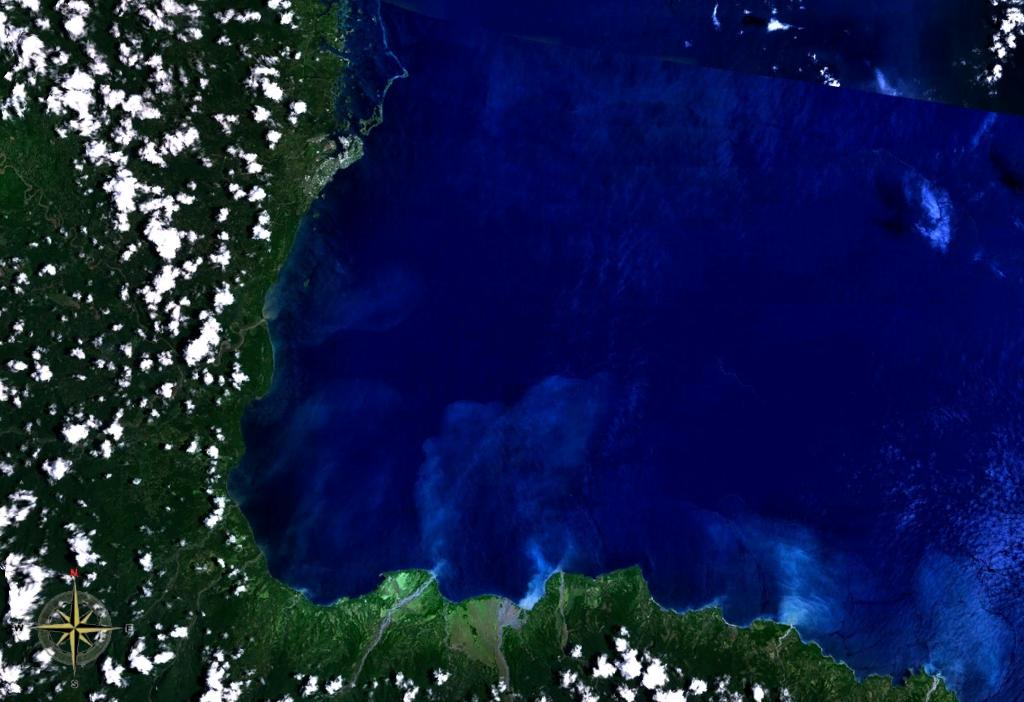
Baía do astrolábio vista do espaço

A Baía do Astrolábio é uma grande extensão de água na costa sul da Província de Madang, Papua-Nova Guiné, cujas coordenadas são 5,35° N  -  145,917° L. É parte do Mar de Bismarck e se estende entre o cabo Iris no sul e o cabo Crisilles ao norte. Foi descoberta em 1827 por Jules Dumont d'Urville e denominada com o nome de seu navio.  A capital da província de Madang, também Madang fica nessa baía.